# Keisha Hampton
Keisha Lavon Hampton (* 22. Februar 1990 in Philadelphia, Pennsylvania) ist eine US-amerikanische Basketballspielerin.
Die 1,88 m große Profispielerin kam zur Saison 2013/2014 zum deutschen Erstligisten Saarlouis Royals. Dort wurde sie Vizepokalsiegerin. Vorher spielte Hampton an der DePaul University in Chicago und nahm mit der amerikanischen Studenten-Nationalmannschaft an der Universiade 2011 teil. Von Seattle Storm wurde sie in der 2. Runde des WNBA Draft 2012 ausgewählt, kam für Seattle jedoch nicht zum Einsatz und bestritt die Spielzeit 2012/13 für den lettischen Verein SK Cēsis. 2019/2020 spielte sie für Entente Sportive Basket Villeneuve d’Ascq.
2014 wurde Hampton in das Trainingscamp der WNBA-Mannschaft Connecticut Sun eingeladen.
Am College erhielt sie folgende Auszeichnungen:
- Associated Press All-America honorable mention (2011).
- State Farm/WBCA All-America honorable mention (2011).
- State Farm/WBCA All-Region 1 (2011).
- All-Big East Conference first team (2011) and second team (2010).
- Big East All-Tournament Team (2011).
- Two-time Big East All-Academic Team (2009, 2010).
- Big East All-Freshman Team (2009).
- Two-time Big East Freshman of the Week (2008-09).